# نیکلاس صحنهون
نیکلاس صحنهون (انگلیسی: Nicolas Sahnoun؛ زادهٔ ۳ سپتامبر ۱۹۸۰) بازیکن فوتبال اهل فرانسه است.
از باشگاه‌هایی که در آن بازی کرده‌است می‌توان به باشگاه فوتبال فولام، باشگاه فوتبال استاد برستوا ۲۹، باشگاه فوتبال دیژون، باشگاه فوتبال بوردو، باشگاه ورزشی مون‌پلیه، باشگاه فوتبال آژاکسیو، و باشگاه فوتبال آلمریا اشاره کرد.